# ジャガー・Sタイプ (初代)
ジャガー・Sタイプ（Jaguar S-Type ）は、イギリスの自動車メーカー・ジャガーが1963年から1968年まで生産した乗用車である。

## 概要
高級スポーツサルーンとして世界的なヒット作となったMK2の発展型として1963年に登場した。最大の改良点は後輪サスペンションが独立式となったことで、このメカニズムはジャガー生産車では1961年に登場した大型乗用車・マークXと、スポーツカー・Eタイプに次ぐ採用で、設計年次が古いためジャガー生産車で唯一固定軸サスペンションを持つことになるMK2を近代化する目的で開発された。
四輪独立懸架の採用と同時に、Sタイプではテール部分が延長され、MK2ではスタイルの犠牲になっていたトランクスペースの拡大が図られた。また、フロント部分もヘッドライトに庇が追加されるなどの変更を受けた。エンジンはMK2並びに他のジャガー車同様の6気筒XKエンジンで、3,400ccと3,800ccの排気量が用意され、MK2で選択できた2,400ccは用意されなかった。動力性能は3.4Sのマニュアルで0-60マイル加速10.3秒･最高速度185km/h、3.8なら10.3秒・201km/hに達した。
また、MK2同様にエンジンベイが狭いため、XK150やEタイプのような3キャブレターエンジンは搭載できなかった。この他、オプションのパワーステアリングのギア比が改められ、ロックトゥロックがMk2の4.3回転から3.5回転となり、デッドだった操縦感覚も改善された。ヒーターや換気装置も改良されている。
ロードホールディングや乗り心地、操縦性、居住性などが大幅に改善されたSタイプであったが、販売は期待されたほど伸びず、その傾向は特に主要輸出先のアメリカで顕著であった。その使用環境からして四輪独立懸架のメリットが大きくないアメリカにおいては、開発期間や費用の制約から、ウィリアム・ライオンズの会社の製品としては珍しく評価が低かったSタイプのスタイリングや、150kg余りも増加した車両重量の方が問題であった。結局、ジャガーはMK2をエントリーモデルとしてSタイプと並行して継続生産し、SタイプをマークXとMK2の中間車種と位置付けることとした。
1966年になると、Sタイプのフロント部分をマークX風に改めた新型車、ジャガー・420が登場し、マークXは420Gと改名されたが、Sタイプも引き続き生産されることとなり、1968年にXJ6が登場して420G以外を集約するまでの間、ジャガーのサルーンはMK2の後進の「240/340」、Sタイプ、420、420Gの4種類が並行して生産される複雑な状態が続いた。
Sタイプは結局24,993台が生産された。年次別では1963年に43台、1964年7,032台、1965年がピークで9,741台、420が登場した1966年に6,260台、1967年1,008台、そして1968年に909台であった。日本にも当時の総代理店新東洋企業を通じて輸入された。
現役当時は必ずしも好評ではなかったSタイプだったが、1998年になって特にフロント周辺にそのデザインテーマを継承した同名の新型車が登場、2007年まで生産された。